# Fell

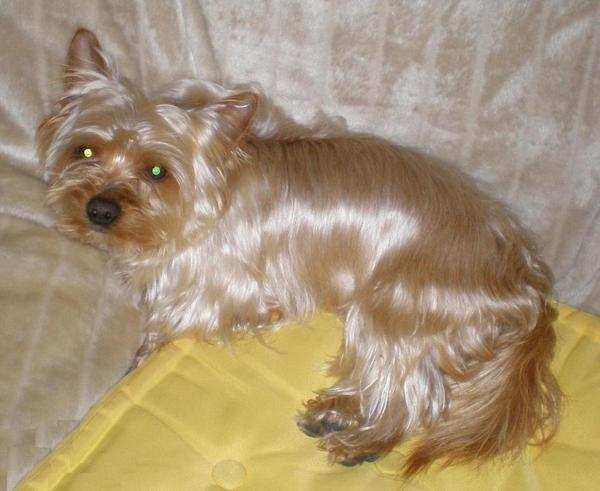
Hund mit seidig glänzendem Fell

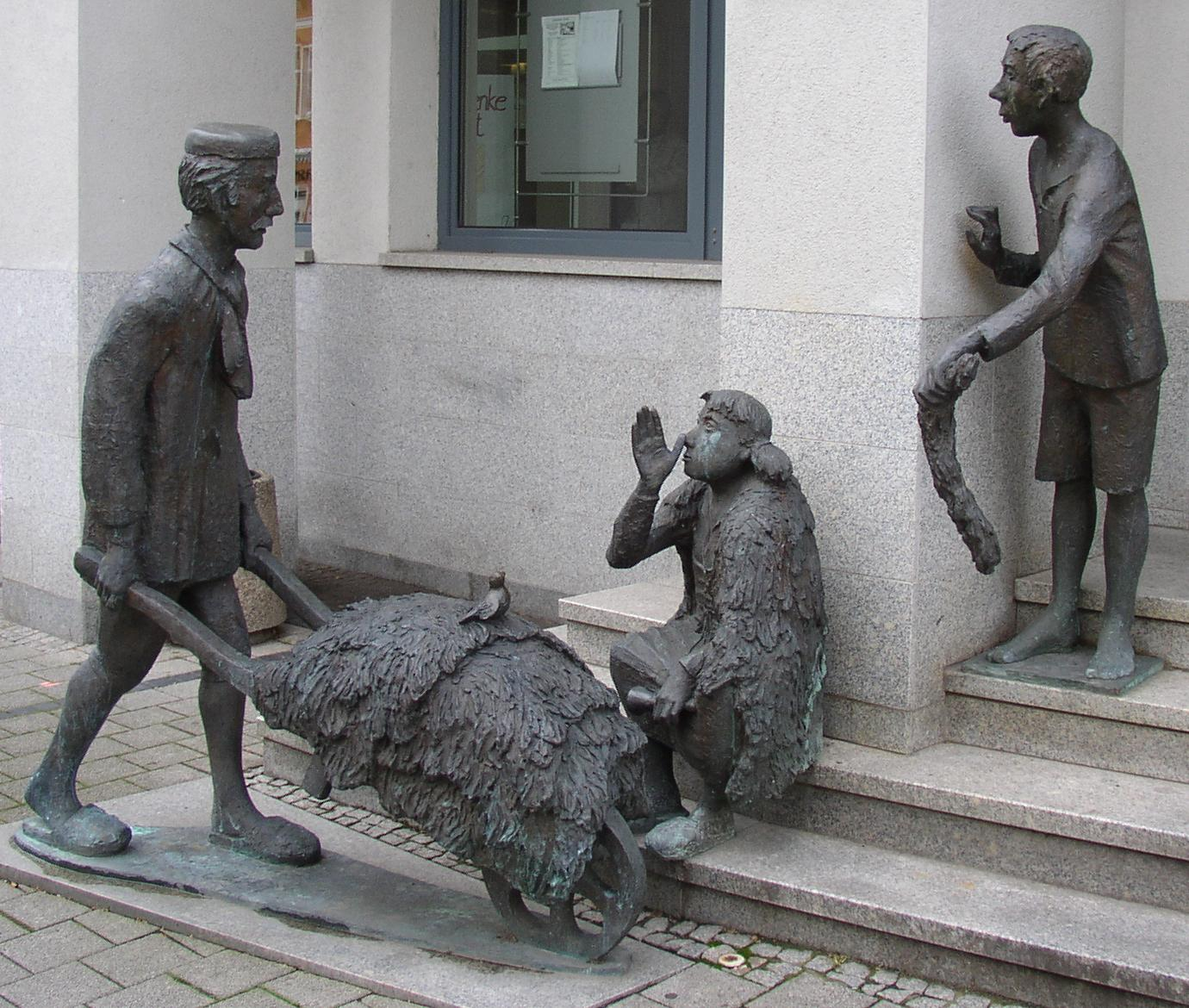
Schaffellhändler, Skulptur in Leinefelde

Als Fell (von mittelhochdeutsch vël, von germanisch *fella, „Haut von Mensch und Tier“, ob behaart oder unbehaart, über vorgermanisch *pello urverwandt mit lateinisch pellis und deutsch „Pelz“) bezeichnet man (laut der Definition von Dathe/Schöps) die Haut von Säugetieren ab einer Haardichte von 50 bis 400 Haaren pro Quadratzentimeter. Bei geringerer Haardichte gilt sie als haararme Haut, bei stärkerer Behaarung wird die Haut als Pelz bezeichnet (nach einer Definition bei mehr als 400 Haaren pro Quadratzentimeter). Das Fell wird von den Deckhaaren (Oberhaar) und den Wollhaaren (Unterwolle) gebildet. Das Fell dient dem Schutz der Haut und der Wärmespeicherung. Viele Säugetiere passen durch einen jahreszeitlichen Fellwechsel ihre Behaarung den Witterungsbedingungen aktiv an (evolutionäre Anpassung). Die Fellfarbe dient häufig der Tarnung, bei manchen Tierarten auch als Warnsignal. Der Fellwechsel kann auch mit einer Änderung der Fellfarbe einhergehen wie beim Hermelin mit seinem weißen Winterfell als Tarnfarbe im Schnee.

## Nutzung durch den Menschen
Für viele Menschen hat das Fell (lateinisch früher auch Cutis genannt) der Säugetiere eine emotionale Bedeutung. So werden verschiedene Kleintiere wie Zwergkaninchen, Meerschweinchen usw. als Streicheltiere gehalten. Um dem besonders bei Kindern häufig vorhandenen Bedürfnis entgegenzukommen, Tiere zu streicheln und über die taktile Kommunikation mit ihnen in Beziehung zu treten, gibt es heute auch eigens dafür eingerichtete Streichelzoos.
Tierfelle dienten dem Menschen schon seit dem Eiszeitalter zur Warmhaltung. In geschichtlicher Zeit kam immer mehr auch die optische Wirkung von Fell- und Pelzkleidung zum Tragen, die ebenfalls von emotionaler Bedeutung für den Menschen ist, der selbst kein dichtes Haarkleid mehr besitzt, aber immer noch eine Neigung, ein solches zu berühren oder anzusehen.
Im Lederhandel nennt man die Häute einiger Jungtierarten Fell (Zickelfelle, Lammfelle). Das abgezogene Fell wird im Allgemeinen als Pelz bezeichnet, in der Pelzbranche spricht man zusammenfassend auch von Rauchwaren, österreichisch Rauwaren. In der Jägersprache wird das Fell einiger Tierarten mit unterschiedlichen Bezeichnungen benannt, z. B. als Schwarte beim Schwarzwild und Dachs oder Decke beim Rotwild. Als Aasseite wird die innere Seite, also die Fleischseite des Rohfells bzw. der Haut bezeichnet. Beim gegerbten (fachsprachlich „zugerichteten“) Fell ist es dann die Lederseite.
Für die verschiedenen Fellarten siehe Hauptartikel →Pelzarten.
Seitdem Vogelfelle so gut wie nicht mehr zu Kleiderbesätzen und anderem verwendet werden, ist hierfür fast nur noch die Bezeichnung Balg üblich.
Das Fell war lange Zeit ein großes Problem für die Computergrafik, vor allem wegen seiner geometrischen und optischen Komplexität. Unter anderem mussten Algorithmen gefunden werden, die die gegenseitige Abschattung jedes einzelnen Haars optimierten und solche Bilder überhaupt in realistischer Zeit berechenbar machten. Der erste Spielfilm, der diese Technik ausreizte, war Pixars 3D-Animation Die Monster AG von 2001.

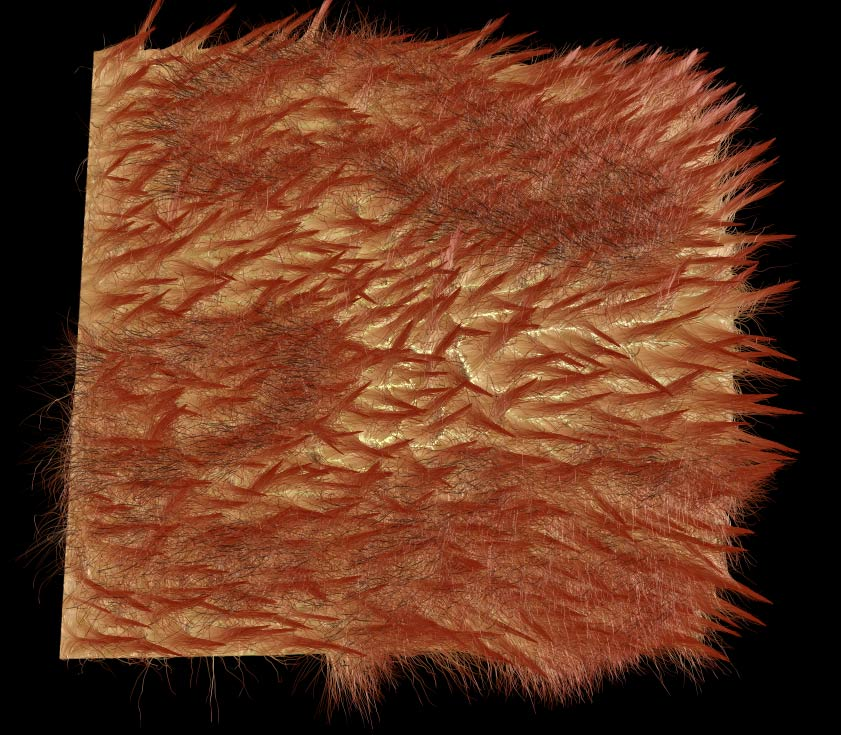
In einer 3D-Software erzeugtes nasses Fell